# Visigots federats
Els visigots van romandre com a federats de l'Imperi Romà del 376 al 475. Això volia dir que se'ls donaven terres dins l'imperi i allí es regien per les seves pròpies lleis.

## Fritigern
Al grup, essencialment format per visigots amb alguns ostrogots, se li va permetre (376) assentar-se en la riba sud del Danubi i els Balcans (Tràcia i Mèsia). Sembla que existia un cap o jutge anomenat Atanaric, però va ser suplantat per Fritigern (Fritigernus), que era arrià i va comptar amb ajuda de l'Emperador Valent. Però l'explotació a què van ser sotmesos pels funcionaris imperials i per caps militars romans els va crear una situació insostenible per al seu orgull. Fritigern i els magnats visigots presentaren queixes, i el general romà Lucipí (Lucipinus) va intentar assassinar Fritigern durant un banquet; l'intent va fracassar i Lucipí va resultar mort. Fritigern i els visigots es van rebel·lar (377) a Marcianòpolis (Mèsia Inferior), derrotant a les forces imperials a Adrianòpolis el 9 d'agost del 378; combat en el qual va morir l'Emperador Valent.
El seu successor Teodosi I el Gran, després de combatre'ls algun temps, va ajustar amb ells la pau (382), però va haver d'assentar-los més fermament en l'Imperi i donar-los un paper important en l'exèrcit. Fritigern sembla haver governat fins després del 380, i la successió va recaure en Badengaud, de la família dels Baltungs o Balts. Encara que l'arrianisme va ser condemnat per l'Església des del 381 els visigots van seguir sent fidels a aquesta doctrina. Els gots van tenir com a primer bisbe a Ulfilas, que va traduir la Bíblia al gòtic.
Els visigots van obtenir una participació destacada en les guerres civils del 388 contra Magne Màxim i de 394 contra el pagà Eugeni i Argobast. Quan va morir Teodosi (17 de gener del 395) els visigots estaven governats per Alaric I, fill de Badengaud.

## Alaric I
Alaric va ser el primer que va governar sobre la totalitat dels visigots; amb ell es va restaurar plenament la dinastia dels Balts o Baltungs. Alaric va atacar Constantinoble i va assolar Grècia (395 i 396). El general Estilicó va aconseguir expulsar-los de Grècia, però l'Emperador Arcadi, temorós del poder del general, va acabar designant a Alaric com a governador d'Il·líria, aconseguint amb això cinc anys de pau (396 a 401). Il·líria en realitat pertanyia a l'imperi d'Occident i no al d'Orient, amb el que Arcadi no va perdre res.

### Primera campanya a Itàlia
El 401 Alaric va marxar contra Itàlia però va ser derrotat prop de Pol·lència (6 d'abril del 402) i després a Verona (403). Probablement Estilicó va negociar amb Alaric la seva ajuda contra altres bàrbars com Radagais, i es creu que li va ser oferta la confirmació com Magister Militium i governador d'Il·líria, amb uns límits que entraven en contradicció amb les reivindicacions territorials d'Orient.

### La crisi de l'Imperi
El 406, grups d'alans, vàndals, sueus, burgundis i hèruls, agrupats entorn de Radagais, van envair Itàlia. Un altre grup germànic, avançant des de la regió de Magúncia, va assolar la zona entre el Rin i el Canal de la Mànega, és a dir la meitat nord de la Gàl·lia. Els primers atacs van partir dels alans, nòmades asiàtics procedents del Caucas, als quals van seguir els vàndals, dirigits pel rei Godegisil, els sueus, i altres grups. Això va afavorir les futures incursions dels visigots.
Vers el 406 o 407 les legions de Britànnia es van rebel·lar i van proclamar successivament a dos Emperadors, als quals després van assassinar. L'any 407, finalment, van proclamar un tercer Emperador anomenat Constantí (usurpador), l'elecció del qual sembla deguda a la coincidència de nom amb el primer emperador cristià. Constantí va travessar el Canal amb forces britones i romanes, desembarcant a Boulogne, i va aprofitar el caos creat per la invasió dels bàrbars per fer-se reconèixer en algunes províncies (407) i finalment a tota La Gàl·lia (408). Constantí va designar César al seu fill Constant, que abans havia estat monjo. Cap al 408, en circumstàncies desconegudes o almenys dubtoses, els governants de les províncies d'Hispània també se li van sotmetre, potser després de l'assassinat d'Estilicó.
El partit nacionalista romà, potser instigat pel govern de Constantinoble, va acusar Estilicó de preparar el lliurament de l'Imperi a Alaric, i va ordir un complot. Va esclatar una revolta de tropes que va obligar a Estilicó a refugiar-se en una església a Ravenna, sent assassinat en el moment de sortir (després de la promesa que salvaria la vida si sortia) pel cortesà Olimp, sota ordres de l'Emperador Flavi Honori (23 d'agost del 408). Alaric va tornar a Itàlia i va obtenir noves concessions d'Honori que s'havia establert a Ravenna, però una vegada es van retirar els visigots, Honori no va mantenir les seves promeses.
Però l'Emperador Honori comptava amb molts suports a Hispània, car pertanyia a la dinastia Teodosiana, fundada per l'hispà Teodosi el gran. Uns cosins d'Honori, anomenats Didim i Verià, van organitzar un exèrcit amb els esclaus i colons de les seves propietats (exèrcit al qual havien d'alimentar a costa del seu patrimoni propi) i van ocupar els passos Pirinencs, bé per impedir l'arribada de tropes de Constantí o per prevenir un atac bàrbar. Constantí va enviar a Hispània al seu fill Constant, al qual va elevar a la dignitat d'August, nomenant César a un altre fill anomenat Julià. Didim i Verià van demanar ajuda a Honori, però aquest es va limitar a concedir honors teòrics. Constant va vèncer a Didim i Verià(probablement a principis del 409), les tropes dels quals segurament tenien escassa capacitat combativa, i Honori no va tenir més remei que reconèixer a Constantí com august.
Constant, qui no confiava en les milícies de les províncies d'Hispània (que pel que sembla aquestes milícies no van prendre partit en la lluita contra Didim i Verià) va encarregar la custòdia dels passos pirinencs (en aquesta ocasió sembla clar que només amb la finalitat d'impedir corregudes dels bàrbars) a uns mercenaris bàrbars d'incert origen, que eren coneguts com els honoriaci, i va donar el comandament al general (probablement d'origen germànic) Geronci, qui, amb el suport de les forces regulars, es va oposar que la missió de vigilància fos encarregada als honoriaci, el que li va costar la destitució. Constant va confirmar l'encàrrec als honoriaci. No se sap que va ocórrer, però aquests mercenaris bàrbars, bé fora per negligència, per traïció o per incapacitat, van permetre el pas dels sueus, vàndals i alans cap a Hispània, avançat ja l'any 409 (les dates més probables són el 28 de setembre o el 13 d'octubre). Assolada Hispània, Geronci es va rebel·lar i va proclamar Emperador al seu amic el general Màxim, de qui se sap que va encunyar moneda a Bàrcino.
Constant va fugir a les Gàl·lies. Geronci va reunir a les seves tropes i va passar a les Gàl·lies, capturant a Constant a Viena del Delfinat. Constant va ser executat poc després. Constantí, que tenia previst envair Itàlia, es va veure obligat a suspendre els seus plans, i va quedar assetjat per Geronci a Arlè. Mentre els alans (sota el comandament d'Addac), els asdings (governats per Gunderic), els silinges (dirigits per Fridibald) i els sueus (liderats pel rei Hermenric), van saquejar les regions per les quals passaven. Probablement l'Emperador Màxim (i a través d'ell, Geronci) va pactar amb ells reconeixent-los la condició de federats, i els va cedir totes les províncies d'Hispània llevat de la Tarraconense (410).
Els visigots van marxar cap a Roma i van donar suport a la proclamació d'un usurpador anomenat Prisc Àtal (409), que era d'origen joni i probablement arrià, el qual va concedir a Alaric el titulo de Magister Militium. Però Àtal no va voler o no va poder complir les seves promeses i el rei visigot va tornar a Roma, va deposar l'usurpador (14 d'agost del 410) i els seus homes van saquejar la ciutat eterna durant tres dies, després de o qual la van abandonar portant-se amb ells a Àtal i a Gal·la Placídia, germana d'Honori.
De Roma van passar al sud devastant Campània, Apúlia i Calàbria. Alaric va morir a Cosenza (410) i el va succeir el seu cunyat Ataülf.

## Ataülf
Ataülf va pactar amb Flavi Honori la sortida d'Itàlia a canvi de la concessió del govern de Les Gàl·lies (territoris que escapaven del control del govern d'Honori, ja que s'havien sotmès a Constantí III). El 411 l'Emperador Honori va enviar a la Gàl·lia al Magister Militum Constanci, amb un exèrcit. Geronci es trobava a Arlè, on mantenia el setge de Constantí III. Atacat Geronci per Constanci, va haver de fugir a la Tarraconense, i Constantí va haver de rendir-se a Constanci, essent executat juntament amb el seu fill el cèsar Julià. Mentre a la Tarraconense les tropes de Geronci es van rebel·lar; Geronci va acabar suïcidant-se amb la família i l'Emperador Màxim es va refugiar segurament amb els aliats bàrbars (probablement amb els alans). L'exèrcit d'Hispània es va sotmetre al general Constanci i, per tant, a l'Emperador Honori.
Constanci es va quedar a les Gàl·lies, on poc després va haver de fer front al nord del territori, a la rebel·lió de Joví i Sebastià (amb el suport dels francs i alamans), el primer dels quals, d'origen gal, havia pres el títol d'Emperador a Magúncia el 411 associant al seu fill o germà Sebastià amb el títol de césar; i en el sud a l'actuació bel·licosa del general visigot Sar (Sarus), enemic de la dinastia visigoda, que al capdavant de part dels visigots, començava a ocupar el sud de la Gàl·lia també des del 411; les hordes visigodes procedents d'Itàlia, sota el comandament d'Ataülf, també van arribar al Sud de la Gàl·lia el 411 i el 412 Ataülf va decidir aliar-se amb Honori, que li va confiar importants dignitats a les Gàl·lies. Les llargues i complexes lluites d'Ataülf per dominar el sud de la Gal·lia el van ocupar de (411 a 414). Per combatre als rebels del sud de la Gàl·lia liderats per Sar i els del nord, dirigits per Joví i Sebastià, Constanci va recórrer a les forces visigodes, encarregant la missió a Ataülf. Aquest va proposar a Joví el seu reconeixement com august i el govern de la província de Germània i segurament altres províncies; Sar per part seva va intentar aliar-se amb Joví, i li va fer el mateix oferiment que fou acceptat. Com que no es va arribar a un acord, Ataülf, en col·laboració amb el Prefecte de les Gal·lies, Dardà (Dardanus), va atacar a Sar (ara aliat de Joví) i li va donar mort. Dardà va assetjar a Sebastià a Narbona, on s'havia traslladat i s'havia fet fort (Dardà va ocupar Narbona i Sebastià va ser capturat i decapitat), i el rei visigot va atacar a Joví a Valence, que va ser ocupada, essent capturat Joví, que poc després fou executar per ordre de Dardà (cap al 413).
En el pacte del 412 entre Honori i Ataülf s'incloïa per part del visigot el lliurament de Gala Plàcida, germana de l'Emperador capturada el 410 a Roma i que Ataülf conservava com a ostatge (també tenia en el seu poder a l'ex Emperador Prisc Àtal, per si considerava convenient o oportú presentar-lo com a candidat dòcil a l'Imperi). Per part de Roma s'establia que els visigots haurien de ser proveïts. Com l'Imperi no podia atendre al proveïment de les nombroses forces visigodes, Ataülf no va tornar a Gala Plàcida. El mestre dels soldats Constanci, que aspirava a casar-se amb Gala Plàcida va instigar a Honori a exigir el lliurament de Gala. Ataülf es va negar i va esclatar de nou la guerra entre visigots i romans.
L'exèrcit d'Hispània va ser enviat el (413) a Àfrica, segurament per sufocar la rebel·lió iniciada aquell any pel governador Heraclià, i més tard van passar a Itàlia. Per tant, des del 413 la Tarraconense no va tenir forces regulars romanes. Honori va poder ratificar (formal o tácitament) el pacte concertat entre Màxim i els alans, vàndals i sueus, reconeixent a aquests la possessió de quatre províncies com federats, car la Tarraconense va poder deixar-se desguarnida i no va ser ocupada durant els dos anys que romangué sense tropes, cosa impensable sense pacte. Però segurament Honori i Constanci no renunciaven a expulsar-los quan la situació millorés.
El 414, després d'una aliança amb Honori i amb el magister militum Constanci III, havia tornat a actuar pel seu compte, es va casar amb Gala Plàcida, germana d'Honori. Constanci va ser enviat a la zona i els visigots van ser derrotats a Narbona. Constanci va aconseguir desviar a Ataülf cap a Hispània (i això li permetria conservar el sud de la Gàl·lia), i els visigots van entrar a la Tarrconense el 415. El 416 Ataülf va proposar una aliança amb l'Imperi, en nom del qual s'encarregaria de combatre als sueus, alans i vàndals asdings i silinges que ocupaven les províncies d'Hispània llevat de la Tarraconense. Amb tal motiu Ataülf es va traslladar a Bàrcino (415 o 416) però allà va ser assassinat per l'esclau Dubius, a qui se suposa instigat pel seu successor Sigeric o bé pel noble Barnolf, suposat amant de Gal·la Placídia.
Com ja s'ha explicat, tres pobles es van assentar inicialment a les províncies d'Hispània: sueus, alans i vàndals (dividits en asdings i silinges).
Els visigots van atacar Marsella, on esperaven poder proveir-se de queviures (la fam es deixava sentir entre les seves hosts), però van ser derrotats pel comes Bonifaci. Ataülf va resultar ferit i es va veure obligat a retirar-se cap a l'oest, ocupant llavors Narbona (durant la verema del 413), Tolosa, Bordeus i altres ciutats del sud, i a finals de l'any dominaven completament l'Aquitània, la Novempopulània i la Narbonense. Poc després, a través de l'oficial romà Caudidià (Caudidianus), al servei d'Honori i que gaudia de la confiança de Gala Plàcida, es va concertar l'enllaç entre Ataülf i la germana de l'Emperador que es va celebrar a principis del 414 a casa del gal-romà Ingeni, a l'estil pagà. La núvia va acceptar la unió de bon grat, esperant servir com penyora per a la unió de visigots i romans, però Honori es va considerar ofès, va mantenir la seva hostilitat a Ataülf, i va oferir la mà de Gala Plàcida a Constanci, si aconseguia expulsar els gots de la Gàl·lia.
Constanci, amb un exèrcit nombrós, va aconseguir ocupar Marsella, i obtenir una victòria important a Narbona, apoderant-se de tota la zona costanera mediterrània. Gala Plàcida va forçar a Ataülf a renunciar a combatre per mantenir el govern de la Narbonense, i els visigots de la regió es van retirar a la Tarraconense (finals del 414) sense intentar combatre amb Constanci, el que va provocar les ires dels caps visigots, mentre Ataülf romania a Aquitània, i preparava una aliança amb Honori, traslladant-se més tard a la zona per fixar la seva residència a Bàrcino (segurament avançat el 415 o ja en el 416), abandonant-se segurament Aquitània. Així que va arribar a Barcelona, Gala Plàcida va donar a llum a un fill anomenat Teodoric, i amb tal motiu es va intentar la reconciliació amb Honori que aquest no va acceptar. Teodoric va morir a les poques setmanes.
Com que el descontentament havia crescut entre els magnats visigots, Ataülf va ser assassinat per un esclau, palafrener en les quadres reals, anomenat Dubius, al qual se suposa instigat per Sigeric, magnat visigot i germà del General Sar (que havia manat les forces visigodes al sud de La Gàl·lia que no obeïen a Ataülf, i al que aquest havia derrotat i donat mort, acollint després a la gent del vençut). També es parla d'un noble anomenat Barnulf, que pel que sembla pretenia la mà de Gala Plàcida. Abans de morir Ataülf va recomanar l'elecció del seu germà Walia, però el partit intransigent va portar al tron a Sigeric.

## Els visigots al servei de Roma
Sigeric va ser assassinat al cap d'una setmana, potser en venjança per haver instigat l'assassinat d'Ataülf. Llavors va ser proclamat Walia, germà d'Ataülf, qui immediatament va fer un pacte d'aliança amb Honori. Gala Plàcida, a la qual Honori reclamava, va poder tornar a Roma i es va casar amb Constanci (417) el qual va ser després associat a l'Imperi com a Constanci III (418). Honori va reconèixer a Walia la condició de Magister Militum a Hispània i li va encarregar combatre als sueus, vàndals i alans, probablement en els termes que ja havia planificat anteriorment Ataülf i que Honori no havia acceptat mentre no se li tornés a la seva germana. Des del 416 al 418 Walia va combatre contra els bàrbars que ocupaven quatre de les cinc províncies d'Hispània.
Durant aquests anys els visigots van combatre amb èxit als vàndals silinges, el rei dels quals era Fridibald (que el 417 va ser capturat i lliurat a Honori), expulsant-los de la Bètica. Al seu torn els alans, el rei dels quals era Atax, van ser també derrotat cap al 417 o 418 i els alans es van fusionar als vàndals silinges, formant-se un únic grup que al seu torn es va unir als vàndals asdings (cap al 418) que dominaven el nord de Galècia (Galícia).
Amb això part d'Hispània va quedar pacificada i l'Imperi va recobrar un control aparent sobre la Bètica, la Lusitània i la Cartaginesa (encara que els sueus van conservar el sud de Galècia (i de la regió d'Astúries pertanyent a la Tarraconense), i al nord de Galècia i Astúries van romandre els asdings reforçats amb alans i silinges).

## Els visigots federats a Tolosa
Les forces visigodes van tornar en la seva major part al sud de la Gàl·lia, on se'ls va permetre establir-se amb la condició de foederatis, fixant la seva capital a Tolosa. En aquesta ciutat va morir Walia el 419, i va tenir per successor a Teodoric I de Tolosa, que es creu que era fill d'Alaric I i nebot d'Ataülf (per la dona d'aquest). Els últims contingents visigots que quedaven en Hispània van tornar a la Gàl·lia després de la mort de Walia. Llavors els vàndals asdings, reforçats amb la unió dels silinges i alans, van emigrar des dels seus assentaments cap al sud i es van apoderar de la Lusitània i segurament de la Cartaginesa, almenys parcialment (¿ 418? ¿ 419?), mentre els sueus s'estenien a les zones que aquells deixaven a Galècia i Astúries. Després d'un atac als sueus (¿ 420?) que va ser rebutjat, potser van haver d'abandonar posicions en les dues províncies (Lusitània i Cartaginesa) i es van desplaçar a la Bètica, que ocuparien amb rapidesa (cap al 421) mentre que els sueus probablement van poder agafar el control de part de Lusitània, on segurament els vàndals es van mantenir.
El 421 va morir Constanci III (11 de setembre). Poc després el Magister Militium Flavi Castí (Flavius Castinus) va ser enviat contra els vàndals als quals pel que sembla va derrotar en un primer combat, però va ser derrotat (422) segons es creu per la traïció de les tropes auxiliars visigodes, a les quals els hauria ordenat Gala Plàcida, qui afavoria l'ascens del comes Bonifaci, governador d'Àfrica i rival de Castí. No obstant això sembla que els romans van poder recuperar la Cartaginesa o part d'ella.
El 423 va morir Honori i el tron va ser usurpat per un funcionari de la cort anomenat Juan "el Secretari", en oposició al qual va ser proclamat a Tessalònica el nen Valentinià III, fill de Constanci III i de Gala Plàcida, que comptava amb el suport de Teodosi III, emperador d'Orient. Tropes de l'imperi oriental van aconseguir col·locar en el tron a Valentinià III sota regència de la seva mare Gala Plàcida.
Mentrestant els visigots romanien establerts a Aquitània on no sempre es van comportar com fidels aliats de l'Imperi, intentant sovint estendre la seva àrea d'influència.
El 448 va morir el rei sueu Requila, que era fins i tot pagà. El va succeir el seu fill Requiari, que ja era catòlic. Amb el nou rei el poble sueu va assumir pràcticament en la seva totalitat, la nova religió, i es van abandonar les pràctiques paganes. Pel que sembla a finals del 448 va efectuar una primera incursió a la Tarraconense, repetint-la després a principis del 449. Finalment, en aquest últim any, es va ajustar un acord amb els visigots, les forces auxiliars dels quals defensaven la província atacada, i el rei sueu va casar amb la filla del rei Teodoric I.
El 451 les hordes dels huns, confederació de tribus en la qual estaven, entre d'altres, els hèruls, els escites, els sàrmates, els ostrogots, els gèpids, els bois, els turingis, els francs, els alans i els burgundis o borgonyons, van avançar cap a Europa central i la Gàl·lia. El general romà Aeci (d'origen escita) els va combatre, lliurant-se la batalla decisiva als Camps Catalàunics, on el general romà va obtenir una brillant victòria (20 de setembre del 451). En aquesta batalla va morir el rei visigot Teodoric I de Tolosa, que combatia en el bàndol imperial dirigit per Aeci.
Com a successor de l'esmentat rei, va ser elegit el seu fill Turismon. Després d'aquesta victòria, de gran repercussió en la política del seu temps, el rei sueu Requiari, ja vinculat familiarment a la dinastia reial visigoda, va concertar una aliança amb Roma, mitjançant la qual se li va reconèixer la possessió de Galècia i Lusitània, però va haver d'abandonar la Cartaginesa i renunciar a qualsevol pretensió sobre la Tarraconense. En canvi no és segur que va ocórrer amb la Bètica, car segons uns va haver se ser tornada de la mateixa manera que la Cartaginesa, mentre per a altres la van poder conservar de la mateixa manera que la Lusitània.
El 453 Teodoric va assassinar al seu germà Turismon, i es va fer proclamar rei dels visigots (Teodoric II), comptant amb l'ajuda del seu germà Frederic el visigot o Federic. Gala Plàcida havia mort el 450 (els visigots conservaven certa fidelitat a aquesta dama) i el seu fill l'Emperador Valentinià III va ser assassinat pel Senador Petroni Màxim el 455, proclamant-se en el seu lloc i casant amb Eudòxia (vídua de Valentinià) la qual no va tardar a cridar als vàndals, que van saquejar Roma. Petroni Màxim va demanar ajuda a Teodoric II però va ser assassinat quan fugia al costat del seu fill (i Cèsar) Palidi. Teodoric i les tropes visigodes es van presentar a Roma (abandonada pels vàndals que es van emportar a Eudòxia i a les seves filles Eudòxia i Plàcida) i havent mort Petroni Màxim van proclamar emperador a Marc Mecili Avit, antic mestre de retòrica de Teodoric. Genseric, el rei vàndal, va casar al seu fill Huneric amb Eudòxia, una de les filles de l'Emperadriu Eudòxia.
Potser assabentats els sueus de la marxa dels visigots a Itàlia, Requiari va trencar la pau, al·legant probablement que l'havia signat amb el ja mort Valentinià III, i va envair la Cartaginesa, que segurament va ocupar, però quan va intentar fer el mateix amb la Tarraconense, les tropes romanes van rebre l'eficaç auxili dels visigots i van obligar a Requiari a retirar-se. Requiari va ser derrotat en la batalla del riu Órbigo (456) prop d'Astorga, i les tropes visigodes van arribar a Braga que va ser saquejada (28 d'octubre). Requiari, fugitiu, va ser descobert a finals de l'any 456 i capturat, i Teodoric II, malgrat que era el seu cunyat, va ordenar la seva execució (desembre).
Mentre Teodoric estava a Hispània, l'Emperador Avit s'havia fet impopular a Itàlia, i un cap militar anomenat Ricimer, que per part de mare era net de l'antic rei visigot Walia (la mare de Ricimer era filla de Walia) i pel costat patern era fill d'un magnat sueu, es va rebel·lar i va enderrocar a Avit, que havia governat catorze mesos. Avit va ser tonsurat i nomenat bisbe. Després d'uns mesos d'interregne, Ricimer va optar per seure en el tron al general Juli Majorià (457). Teodoric es va assabentar de la notícia coincidint amb el final de la seva actuació en Hispània, i va decidir oposar-se als fets consumats, per la qual cosa va atacar possessions imperials (des del 457).
El 461 Ricimer va destituir a Majorià i va col·locar en el seu lloc al general Libi Sever III. El nord de La Gàl·lia s'havia rebel·lat sota la direcció del general romà Egidi, que es va titular rei dels francs; i al sud Teodoric va prosseguir la seva expansió cap a Septimània (la província Narbonense), i en el mateix any ocupava Narbona (mitjançant una traïció). La província Narbonense va quedar completament a les seves mans el 462 i l'expansió va prosseguir després cap als territoris al nord de l'esmentada província.
El 463 el general Egidi, després de diverses alternatives, va perdre part dels seus dominis davant l'antic rei dels francs salis, Khilderic I, que va tornar de Turíngia, reunint-se amb ell, poc després, la seva amant Bisina (dona del rei dels turingis Visi). Khilderic va obtenir el suport de part de la noblesa i es va fer amo del nord de la Gàl·lia, si bé Egidi va conservar Reims, París i Soissons. Khilderic va renunciar a prosseguir la seva lluita contra Egidi, i aquest va poder frenar l'avanç dels visigots de Teodoric, derrotant decisivament a les forces godes al comandament de Frederic el visigot (germà de Teodoric) a Orleans, en una batalla en la qual Frederic va perdre la vida. Algun temps després va morir Egidi, i el va succeir el seu fill Siagri, fixant-se la frontera entre el seu regne i els dominis visigots en el riu Loire.
Després de la derrota a Orleans, Teodoric sembla haver canviat de tàctica, iniciant una etapa de col·laboració amb Ricimer i amb l'Emperador Libi Sever III. Aquest va morir el 465 però Ricimer va conservar el poder efectiu, i durant uns dos anys no es va nomenar nou emperador.
Segurament va ser la nova política de col·laboració amb l'Imperi i una eventual aliança amb Ricimer, el que va provocar l'hostilitat de part de la noblesa visigoda. Teodoric II va ser assassinat pel seu propi germà Euric, qui va ser proclamat rei (466). Euric era partidari d'estendre els seus dominis per la Gàl·lia i Hispània. En primer lloc va atacar Alvèrnia, on governava la noblesa local dirigida per Ecdició (fill de l'antic emperador Marc Mecili Avit) i per Sidoni Apol·linar (gendre de l'esmentat emperador Avit).
El 467 Ricimer va col·locar en el tron (que portava dos anys vacant) a Flavi Procopi Antemi, enviat per l'emperador d'Orient Lleó I el Traci, i que estava casat amb Eufèmia, filla de l'antic emperador d'Orient Marcià.
A Dalmàcia el governador de la província, general Marcel·lí, s'havia rebel·lat després de l'assassinat del seu amic Aeci (el 454), i des d'aleshores governava sobiranament. Marcel·li va morir el 468 i el va succeir el seu nebot Juli Nepot, qui més tard va jugar cert paper en els esdeveniments. El 472 Ricimer va entrar en conflicte amb Antemi i el va deposar, col·locant en el tron a Anici Olibri, qui va morir als quatre mesos. Abans de designar un nou Emperador va morir el mateix Ricimer (finals del 472) i un cortesà anomenat Flavi Gliceri es va col·locar en el tron (473).
El 474 l'Emperador de Dalmàcia, Juli Nepot, amb el suport de Lleó d'Orient, va marxar des dels seus dominis cap a Itàlia, va prendre Ravenna, i es va proclamar Emperador. Després va avançar cap a Roma on estava Gliceri, el va derrotar i el va fer presoner (va ser alliberat però obligat a tonsurarse). Nepot s'oposava a la dominació visigoda a Alvèrnia i Provença, per la qual cosa va enviar tropes a aquesta zona sota el comandament del patrici Orestes. Però aquest, en lloc d'usar les tropes per combatre als visigots, es va rebel·lar i va marxar contra Ravenna on estava Nepot, amb la intenció de destronar-lo i proclamar-se en el seu lloc. Nepot, que no tenia forces militars, va fugir a Dalmàcia (on es va sostenir fins al seu assassinat el 480) i Orestes va entrar en Ravenna i va proclamar Emperador al seu propi fill Ròmul Augústulul o Ròmul Augústul, menor d'edat, conservant ell mateix el poder efectiu com regent (475). El nou emperador va reconèixer a Euric (475) la possessió de les terres que dominaven a la Gàl·lia, entre el Loire, el Saona i el Roine (especialment l'Alvèrnia) i de facto es va reconèixer la independència del regne visigot.